# Cesare Laurenti (Maler)
Cesare Laurenti (* 6. November 1854 in Mesola; † 8. November 1936 in Venedig) war ein italienischer Maler und Bildhauer, der sich zugleich in den Bereichen der Architektur, Illustration, Gravur, der Restaurierung, der Ausstattung von Museen und, wenn auch nur privat, der Poesie betätigte.

## Leben und Werk

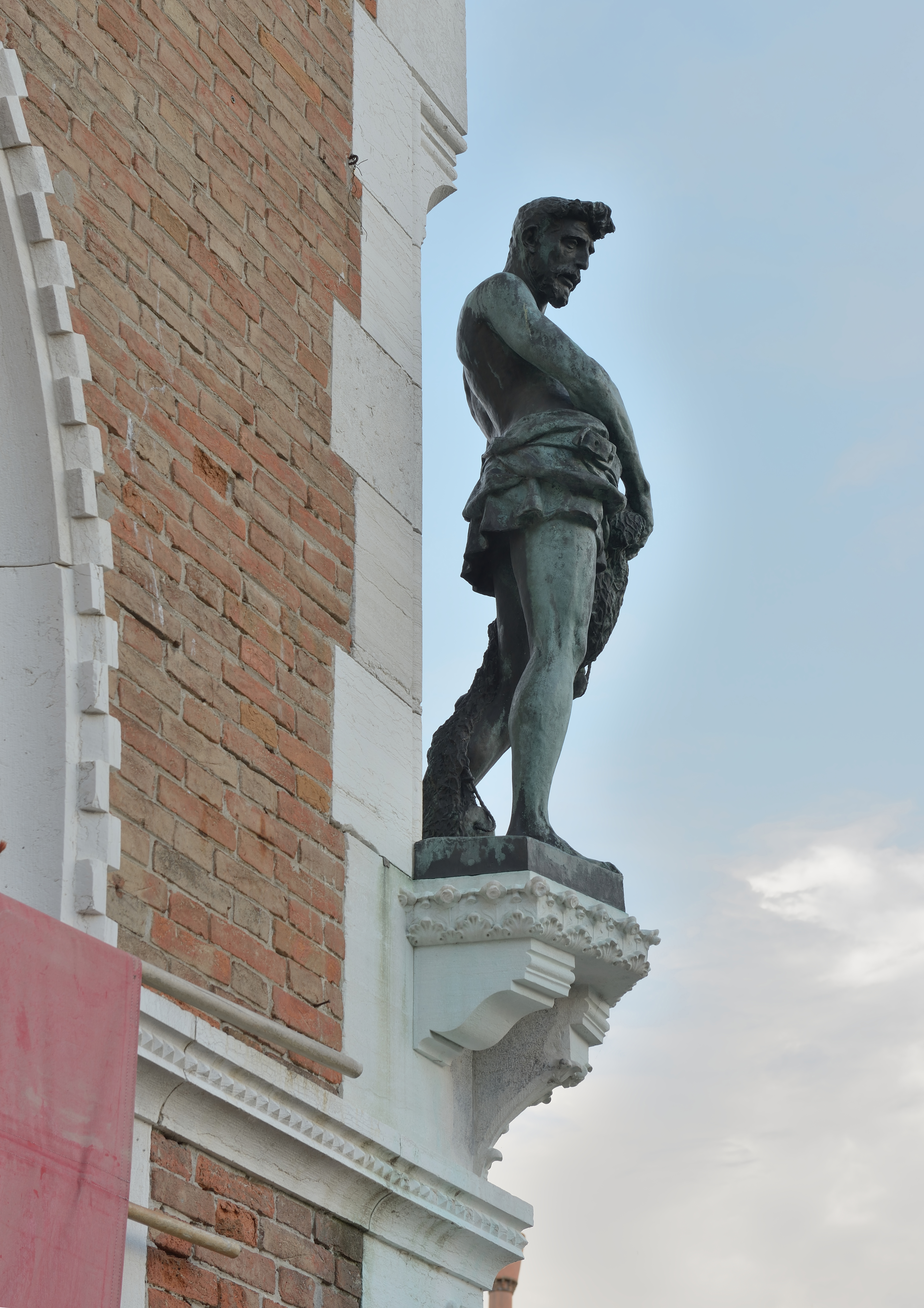
Pescatore (Fischer) am Neuen Fischmarkt am Rialtomarkt von Venedig

Cesare Laurenti wurde in Mesola, im Ferrarese, als Sohn des Agostino und der Maria Arveda geboren. Da seine künstlerischen Ambitionen in seiner Familie auf Ablehnung stießen, siedelte er mit 18 nach Padua über, um beim Bildhauer Luigi Ceccon (1833–1919) zu lernen. Dies war durch seinen Mäzen, den Conte Leopoldo Ferri ermöglicht worden, der ihn auch dem Architekten und Kritiker Pietro E. Selvatico vorstellte. Ferri hatte Laurenti kennen gelernt, als er noch in einer Druckerei arbeitete. Ferri ließ ihn auf seinem Gut bei Voltabarozzo wohnen und machte ihn mit Ceccon bekannt.

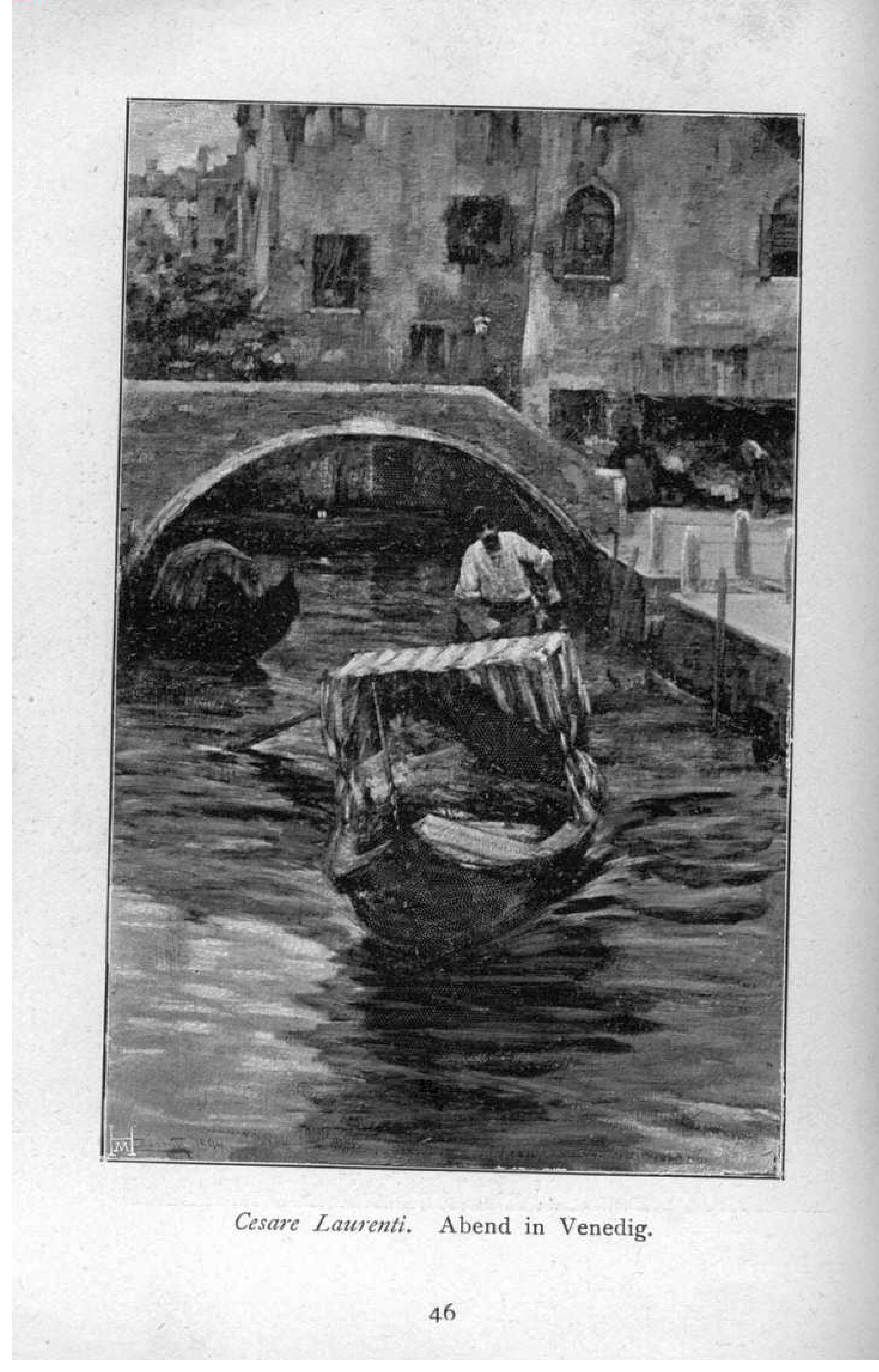
Abend in Venedig, Katalog der Jahres-Ausstellung 1900 im Münchener Glaspalast, 2. Ausgabe, Verlag der Münchner Künstlergenossenschaft, München, 23. Juni 1900

1875 heiratete Laurenti Annina Levi, die ihren gemeinsamen Sohn Fosco zur Welt brachte. Dieser wiederum wurde später der Vater von Anna, auf die die Sammlung der unveröffentlichten Schriften Laurentis zurückgeht. 1876 siedelte dieser nach Florenz über, wo er sich an der Accademia di belle arti ausbilden ließ, und wo er die Maler der Renaissance kennenlernte. So lernte er bei Giuseppe Ciaranfi, etwa zur Anatomie, Kunstgeschichte und Mythologie. Ab 1878, nach dem Diplom, lebte er bis zum Herbst 1880 in Neapel, wo er, diesmal am dortigen Istituto di belle arti, bei Domenico Morelli und Filippo Palizzi lernte. Zwar kehrte er 1881 nach Padua zurück, doch verlegte er seinen Wohnsitz wenig später nach Venedig, wo er den Rest seines Lebens verbrachte. Wieder unterstützte ihn Leopoldo Ferri, diesmal mit einer Wohnung samt Einrichtung und Kleidung für 7.000 Lire. Auch verschaffte er ihm Zugang zu vermögenden Auftraggebern. Binnen fünf Jahren konnte Laurenti seine Schuld begleichen. 1881 erscheint Laurentis Werk erstmals in einer Ausstellung, der Società Promotrice di Firenze. 1882 gelangt sein Werk Un baso a la più bela in Venedig zur Ausstellung, im selben Jahr sein Prete in Mailand. Während er mit A Venezia noch seinem gewohnten Stil folgte, weist Lutto bereits eine latente Nähe zum Symbolismus auf. Private Zuwendungen gestatteten ihm, eine Zeit lang auf Ausstellungen zu verzichten, dabei entstanden Werke wie Giovani innamorati, L’Apertura del regalo, Mosca cieca, La visita, La scelta del pesce oder La Lettura. Darin kam die Welt der einfachen Leute zum Tragen, vor allem aber die der jugendlichen Leichtigkeit. Bis in die späten 1880er Jahre spielte Laurenti mit dem Gedanken, einen Lehrstuhl an der Accademia anzustreben, doch blieb ihm die akademische Karriere versperrt. Seinem Bedürfnis zu lehren ging er stattdessen in seinem Atelier nach, wohin er sowohl Maler wie Luigi Selvatico, Vittore Antonio Cargnel, Nino Busetto oder Guido Cadorin, wie auch zufällige Besucher, ja, Touristen einlud. Dort entstand eine ansehnliche Büchersammlung zu Themen wie Maltechnik, Kunstgeschichte, aber auch antike und moderne Literatur. Seine literarischen Werke blieben eine Liebhaberei, sie wurden nie veröffentlicht.
Zunächst war Laurenti noch stark vom Verismus geprägt, nahe an Stil und Inhalt von Giacomo Favretto (1849–1887) orientiert. Doch wandte er sich bald mit stärker symbolischem Ausdruck den Eigenheiten hinter der äußeren Erscheinung der Dinge und Menschen zu. Diese Neuausrichtung lässt sich erstmals an seinem Frons animi interpres erkennen (Triest, Museo civico Revoltella), 1887 auf der Esposizione nazionale artistica di Venezia vorgestellt. Einen ähnlich gearteten Übergang kann man in Parche erkennen, das 1891 entstand (Ca’ Pesaro) und auf der ersten Triennale di Milano im selben Jahr ausgestellt wurde. Für dieses Werk erhielt Laurenti den Premio Principe Umberto, Königin Margherita erwarb das Werk auf der Biennale von 1907. Auch in den nachfolgenden Werken findet sich eine Vorliebe für Repräsentationen von Frauen mit einer besonderen Sensibilität für deren Gemütszustand, für Gefühle und Gedanken. Dies gilt auch für Primo dubbio (1891), Via aspra (ca. 1893) oder Coscienza (1893), letzteres erstmals auf der Triennale di Brera von 1894 in Mailand gezeigt.
Laurenti entfaltete eine hohe Präsenz bei Ausstellungen, auch in Deutschland, in erster Linie in München, wo er erstmals 1883 mit Ritratto femminile reüssiert; in Venedig stellte er auf sämtlichen Biennalen zwischen 1895 und 1909 aus. 1907 erhielt er dort sogar eine persönliche Ausstellung mit 16 Gemälden und zwei Bildhauerarbeiten.

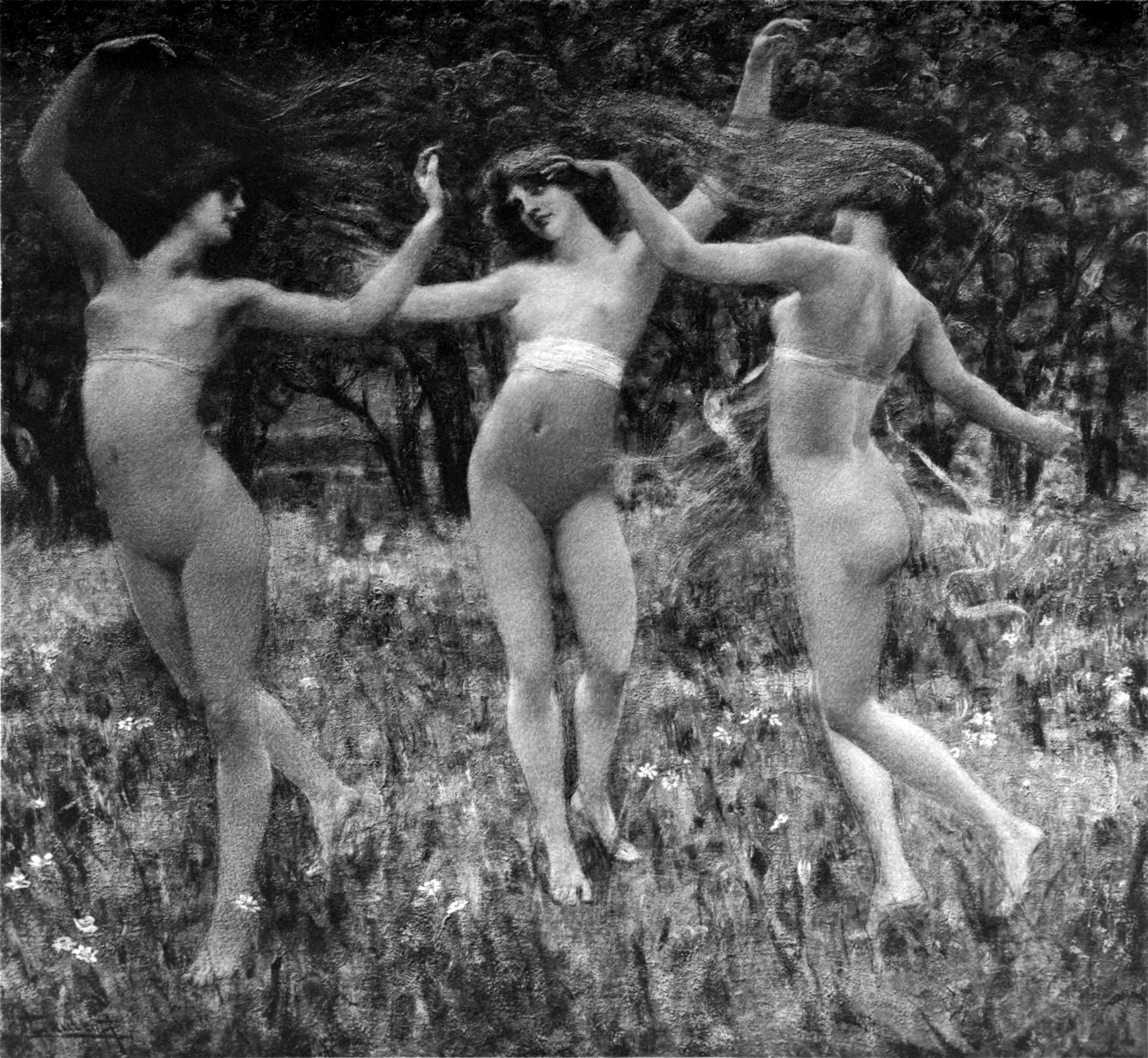
Vision antique

Schon auf der ersten Ausstellung im Jahr 1895 wurde Laurentis Neigung zum Symbolismus im Katalog betont. Unter den ausgestellten Werken waren La Parabola oder La scala della vita mit vier Entwicklungsstufen im Verlauf zunehmenden menschlichen Alters. An der Biennale von 1897 nahm Laurenti mit Fioritura nuova teil (Ca’ Pesaro). Die Kenntnisse des europäischen Kunstmarktes belegt Ninfea, vorgestellt auf der Biennale von 1899, wo sich Einflüsse von Max Klinger und Arnold Böcklin zeigen, dazu Verweise in die pagane Welt. 1901 nahm er mit einem Diptychon teil: Parallelo, wo er die strahlende, fröhliche, heidnische Welt mit der tragischen Bitterkeit des modernen Lebens kontrastiert. 1903 präsentierte er auf der Biennale zwei Gemälde: Le statue d’oro mit den 16 bedeutendsten Figuren der Antike, die von der Kommune Venedig für die Galleria di Ca’ Pesaro angekauft wurden. Das Werk wurde bis 1985 nie ausgestellt und erst anlässlich einer Werkschau für Laurenti in Mesola gezeigt.
In dieser Zeit betätigte sich der Maler auch als Illustrator für verschiedene Zeitschriften, etwa für Italia ride (1900) oder Novissima (1901–02), aber auch in der Gestaltung des Einbandes für Pompeo Molmentis La pittura veneziana, das 1903 bei den Alinari-Brüdern in Florenz erschien.
Sein Ruf brachte ihm Aufträge vermögender venezianischer Familien ein, wie der Treves de Bonfili, für die er ein Porträt der Gräfin Ortensia Treves de Bonfili malte und auf der Biennale von 1899 ausstellte. Von dem Schweizer Giovanni Stucky, dem Besitzer der Stucky-Mühle, erhielt er zwei gewaltige Aufträge, nämlich den neuen Palazzetto an den Zattere und die Brücke, die die Giudecca mit den Zattere verbinden sollte, um zur Accademia zu gelangen. Doch keines der beiden Projekte wurde verwirklicht.

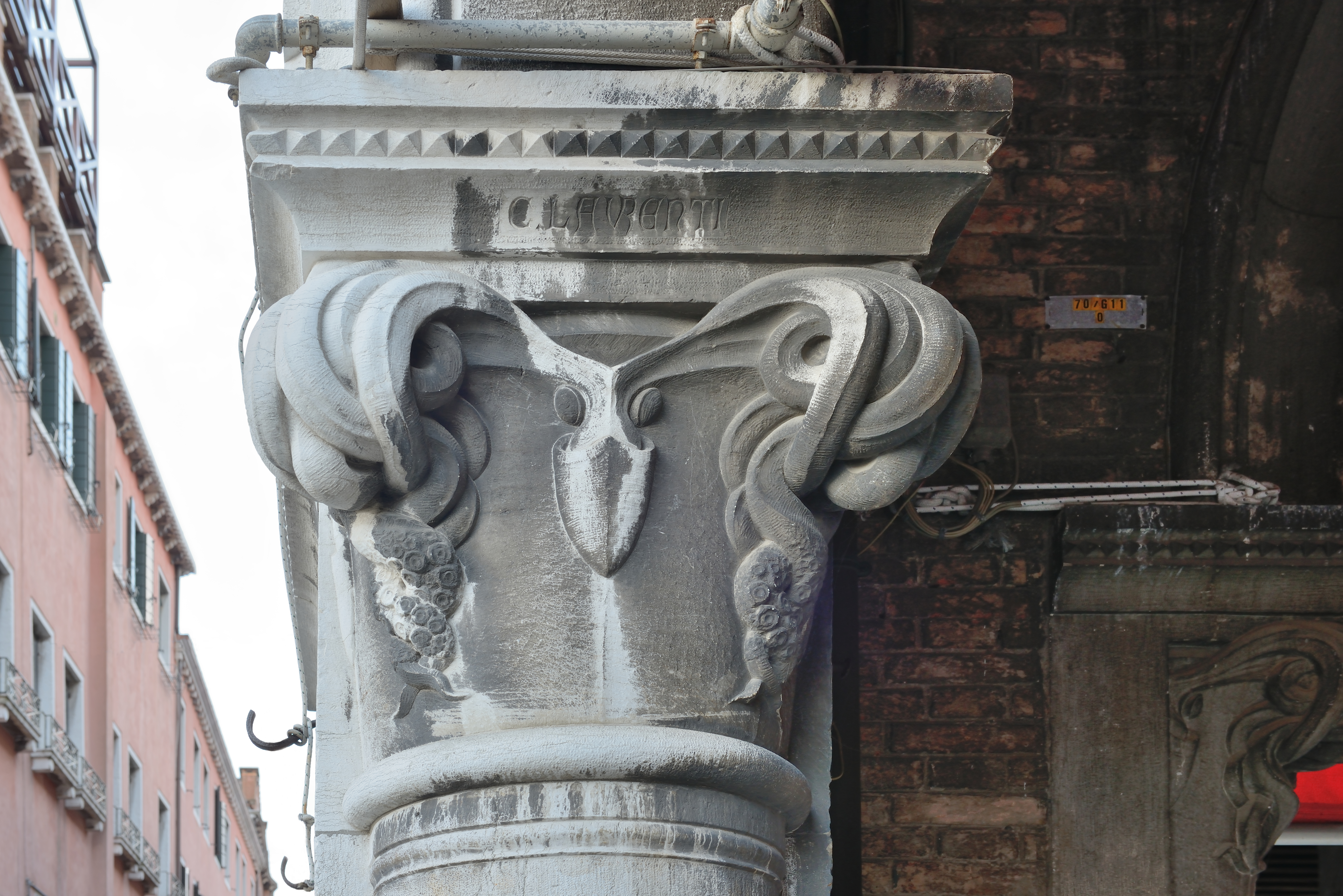
Kapitell mit dem Namenszug Laurentis

Mehr Glück hatte er beim Bau der Pescheria nuova in Venedig. Dieser Fischmarkt wurde in gotischem Stil zwischen 1900 und 1908 zusammen mit dem Architekten Domenico Rupolo und dem venezianischen Künstler Umberto Bellotto verwirklicht.
Mit letzterem arbeitete er auch bei der Gestaltung des Speisesaals im Paduaner Hotel Storione zusammen. Der Zyklus galt als bedeutendstes Werk der „liberty veneto“ und entstand zwischen 1903 und 1905. 1929 wurde das Werk von Laurenti restauriert. Nach dem Abriss des Hotels im Jahr 1962 blieben von dem Werk nur Studien und Abbildungen sowie wenige Fragmente erhalten.
1909 neigte sich mit der letzten Biennale-Teilnahme die Zeit größter Produktivität und Originalität Laurentis ihrem Ende zu. Er widmete sich zunehmend antiquarischen, Sammlungs- und Restaurierungstätigkeiten. Während des Ersten Weltkriegs verließ er Venedig für einige Zeit, ging nach Mailand, wo er ein Atelier führte, das er Angelo Bonutto, mit dem er spätestens seit 1909 befreundet war, dann zog er nach Bergamo und Florenz. Erst 1919 kehrte er in sein Atelier bei San Vio zurück. Ab 1924 kehrte er noch einmal auf die Biennale zurück. Trotz Molmentis Unterstützung wurde Maschera Bella, ausgestellt auf der Mailänder Ausstellung zu Frauenporträts, nicht prämiert. Das Werk entsprach nicht mehr dem vorherrschenden Geschmack und es war zudem bereits Teil einer Sammlung, mithin zu alt. 1930 stellte er auf der Biennale das Porträt Bebè aus, das verloren ist, das aber zeigt, dass Laurenti auch klar, linear und modern malen konnte. Seine Experimentierfreude zeigte sich auch noch in hohem Alter, etwa beim Ritratto di bambina con bambola.
In seinen letzten Jahren widmete er sich einem Monument für Dante Alighieri, ein 1911 begonnenes Werk für den Monte Mario in Rom. Das Werk wurde jedoch nie realisiert, das Gipsmodell während des Zweiten Weltkriegs zerstört.